# Cellophane (The Troggs)
Cellophane è il terzo album in studio della band The Troggs, pubblicato nel 1967.

## Tracce
1. "Little Red Donkey"
2. "Too Much Of A Good Thing"
3. "Butterflies And Bees"
4. "All Of The Time"
5. "Seventeen"
6. "Somewhere My Girl Is Waiting"
7. "It's Showing"
8. "Her Emotion"
9. "When Will The Rain Come"
10. "My Lady"
11. "Come The Day "
12. "Love is All Around"

Bonus track della riedizione
1. "That's What You Get Girl"
2. "I Don't Know Why"
3. "Easy Loving"
4. "Give Me Something"
5. "Lover"
6. "Come Now"
7. "The Raver"
8. "You"
9. "Carolyn"
10. "Anything for You"
11. "Lucinda Lee"
12. "Wichita Lineman"